# Greatest Hits (Styx)
Greatest Hits is een verzamelalbum van de Amerikaanse rockband Styx. Het album valt onder het label A&M Records en kwam op 22 augustus 1995 op de markt.
Greatest Hits was de opvolger van het album Styx Classics volume 15, dat in 1987 uitkwam.

## Nummers op album
1. "Lady '95" (D. DeYoung) – 3:05
2. "The Best of Times" (D. DeYoung) – 4:18
3. "Lorelei" (D. DeYoung, J. Young) – 3:22
4. "Too Much Time on My Hands" (T. Shaw) – 4:33
5. "Babe" (D. DeYoung) – 4:24
6. "Fooling Yourself (The Angry Young Man)" (T. Shaw) – 5:28
7. "Show Me the Way" (D. DeYoung) – 4:36
8. "Renegade" (T. Shaw) – 4:14
9. "Come Sail Away" (D. DeYoung) – 6:05
10. "Blue Collar Man (Long Nights)" (T. Shaw) – 4:06
11. "The Grand Illusion" (D. DeYoung) – 4:35
12. "Crystal Ball" (T. Shaw) – 4:32
13. "Suite Madame Blue" (D. DeYoung) – 6:33
14. "Miss America" (J. Young) – 4:59
15. "Mr. Roboto" (D. DeYoung) – 5:30
16. "Don't Let It End" (D. DeYoung) – 4:54

## Bezetting en medewerkers
- Dennis DeYoung - keyboards, tekst
- Chuck Panozzo - basgitaar, tekst
- John Panozzo - drums, tekst
- James Young - gitaar, tekst
- Tommy Shaw - akoestische gitaar, gitaar, elektrische gitaar, tekst
- Todd Sucherman - drums